# NGC 696
NGC 696 је спирална галаксија у сазвежђу Пећ која се налази на NGC листи објеката дубоког неба.
Деклинација објекта је - 34° 54' 18" а ректасцензија 1h 49m 31,2s. Привидна величина (магнитуда) објекта NGC 696 износи 13,5 а фотографска магнитуда 14,4. NGC 696 је још познат и под ознакама ESO 353-50, MCG -6-5-4, PGC 6695.